# Sissy van Alebeek
Sissy van Alebeek (Schijndel, 8 februari 1976) is een Nederlands voormalig wielrenster die zowel op de weg als op de baan actief is. Ze reed in het verleden voor onder andere Farm Frites. Gedurende haar verblijf bij Farm Frites stond Van Alebeek in de schaduw van de absolute kopvrouw Leontien van Moorsel.
Anno 2010 heeft ze 32 criteriums op haal palmares staan alsook het Nederlands kampioenschap op de weg voor elite, uit 2001.
Vanwege het behalen van het Nederlands kampioenschap in 2001 werd ze dat jaar uitgeroepen tot Rotterdamse Sportvrouw van het Jaar.

## Erelijst
1999
- 1e etappe Ster van Zeeland
- 2e etappe RaboSter Zeeuwsche Eilanden

2000
- 3e etappe Ster van Zeeland
- Westfriese Dorpenomloop

2001
- Nederlands kampioene op de weg, Elite
- Westfriese Dorpenomloop

2002
- 1e etappe La Grande Boucle Féminine (ploegentijdrit)
- 2e etappe La Grande Boucle Féminine

2003
- 3e etappe Holland Ladies Tour (ploegentijdrit)
- 2e etappe GP Boekel

2004
- 2e etappe Damesronde van Drenthe
- Eindklassement Damesronde van Drenthe
- 1e etappe, deel B Holland Ladies Tour (ploegentijrit)
- Sprintklassement Holland Ladies Tour
- NCK Dronten ploegentijdrit
- Ronde rond het Ronostrand
- 12e in Eindklassement UCI Road Women World Cup

## Grote rondes
| Jaar | Ronde van Italië | Ronde van Frankrijk | Ronde van Spanje |
| ---- | ---------------- | ------------------- | ---------------- |
| 2002 |                  | 63e                 |                  |